# Пірокінез
Пірокіне́з (від грец. πυρ «вогонь» та грец. κίνησις «рух») — термін парапсихології, що позначає здатність викликати вогонь або значне підвищення температури на відстані силою думки (пірогенія), так само можливість керувати вогнем. Істота, здатна до пірокінезу називається «пірокінетик». Перший, хто застосував термін пірокінезу — це Стівен Кінг.

## Пірокінез у християнстві
- Щороку на Великдень у Єрусалимі в Храмі Гробу Господнього відбувається Благодатний вогонь[6].
- «Людина Божа (Северин), припав колінами до землі, став ревно молиться. І тоді на очах у трьох духовних осіб, що знаходилися поруч, свічка в руках Северина сама собою загорілась»[7].
- «Святитель (Мартін Турський) віддався молитві і посту. На сьомий день…йти в палац до імператора…Валентиніана I…явився перед імператором (святитель Мартін Турський)…раптово почув (імператор Валентиніан I), що крісло під ним унизу займалося полум'ям…»[8].

## Фільми і телепередачі про пірокінез
В одному з ефірів з циклу програм шоу СТБ «Феномен» під головуванням відомого ілюзіоніста Урі Геллера один з учасників-фіналістів Дмитро Петров силою думки викликає вогонь.
У документальному фільмі «Код унікальності» розповідається про факти пірокінезу між агентами спецслужби в СРСР у проекті «Сітка», дезінформацію громадянського суспільства про цю галузь та тримання під державним секретом досліджень цих феноменів, використання їх державними службовцями силових структур.

## Пірокінез у фантастичній літературі та кінематографі
- Головна героїня книги Стівена Кінга «Запалююча поглядом» володіє пірокінетичною здібністю.
- В серії романів Енн Райс «Вампірські хроніки», давні вампіри, такі як Акаша й Хайман, мають здібність запалювати інших (наприклад — Лестат).
- УВ циклі «Прикордоння» челябінського письменника Павла Корнева є персонаж на прізвисько «Напалм», котрий володіє пірокінезом.
- У телесеріалі «Герої» біологічна мати головної героїні Клер Беннет, Мередіт Гордон здатна викликати вогонь силою думки, а також Пітер Петреллі.
- У коміксах й фільмах «Люди Ікс», мутант Піро має здібність керувати вогнем.
- У серії 1X11 «Вогонь» (Fire) серіалу «Секретні матеріали» молода людина Сесіл Л'Івелі володіє пірокінезом.
- Одна з серій телесеріалу «Сім днів» була зосереджена на хлопчикові-пірокінетику, хоча доктор називає це телекінезом.
- У фільмі «Спонтанне загоряння» герой Сем Креймер керує вогнем, що виривається з його тіла.
- У коміксах та фільмах про Хеллбоя подружка пекельного хлопця володіє пірокінезом.
- У серіалі «Таємниці Смолвіля» («Smallville») герой Кларк Кент (Clark Kent) запалює речі поглядом.
- В аніме «Шарлотта» другорядна героїня, мертва Міса, вселяючись в тіло живої сестри, захищає її від небезпек за допомогою пірокінезу.

## Пірокінез в іграх
- В іграх Infernal, Psi-Ops: The Mindgate Conspiracy и Clive Barker's Jericho головні герої, Райан Леннокс, Нік Скрайєр і загін «Єрихон» володіють здібністю пірокінезу.
- У грі BioShock головний герой володіє пірокінезом.
- У грі Crimsonland герой може в якості додаткового вміння вибрати здібність до пірокінезу.
- У грі Psychonauts («Психонавти») є можливість вибрати пірокінез як зброю проти ворагів.
- У грі Аллоди Онлайн особливий клас-містики використовують пірокінез.
- В онлайн грі TimeZero персонажи-псіоніки мають пірокінез.
- У грі Готика є заклинання «Пірокінез».